# Motivationstraining
Als Motivationstraining werden verschiedene Methoden des Coaching bezeichnet, die Klienten dabei helfen sollen, Ziele zu erreichen, ihre Motivation zu erhöhen und den Erfolg zu steigern. Zum Einsatz kommen verschiedene Strategien und Übungen. Beides soll die Teilnehmer eines Seminars oder Coachings dazu bringen, ihre persönliche und berufliche Leistungsfähigkeit zu erhöhen oder Blockaden zu überwinden. Als Begründer des Motivationstrainings gilt Joseph Murphy, der erste Vertreter des positiven Denkens.
Die Inhalte von Motivationstrainings stammen häufig aus Bereichen wie Neugeist-Bewegung, Selbsthilfeliteratur, humanistischer Psychologie, Behaviourismus, Neuro-Linguistisches Programmieren, Pick-Up, Hypnotherapie, Betriebswirtschaftslehre, Marketing oder Coaching. Eine klare begriffliche Abgrenzung zu Mentaltraining ist schwierig, die Ansätze gehen ineinander über. Motivationstrainer ist keine geschützte Berufsbezeichnung, es gibt daher auch keine geregelte Qualifikation.

## Kritik
Kritiker werfen solchen Trainern oder Coaches vor, Pseudowissenschaft zu betreiben. So wird beispielsweise bei dem Neuro-Linguistischen Programmieren, das sehr häufig von Motivationstrainern angewendet wird, vorgebracht, dass es keinen Hinweis für die Wirksamkeit der Techniken gibt. Ein weiteres Problem bei Motivationstrainings scheint deren Umsetzung im betrieblichen Umfeld zu sein, wenn es vorwiegend zur Motivierung der Mitarbeiter eingesetzt wird, deren Motivationsprobleme auf strukturelle Defizite im Arbeitsumfeld zurückzuführen sind, da diese hierdurch übersehen werden. Laut den Psychologen Karsten Paul und Andrea Zechmann sind Maßnahmen, die auf eine Erhöhung der Motivation abzielen, im Falle von Arbeitslosigkeit in der Regel nicht hilfreich, da „die meisten Arbeitslosen [...] bereits eine hohe Arbeitsmotivation“ besitzen.

## Demotivationstraining
In satirischer Abgrenzung zum Begriff Motivationstraining bezeichnen sich der französische Autor Guillaume Paoli einerseits und der Europaabgeordnete Nico Semsrott andererseits als Demotivationstrainer.

## Sekundärliteratur
- Uwe Kanning: Wie Sie garantiert nicht erfolgreich werden! Dem Phänomen der Erfolgsgurus auf der Spur. Lengerich: Pabst, 2007, ISBN 978-3-89967-388-3.
- Bärbel Schwertfeger: Die Bluff-Gesellschaft. Wiley-VCH, 2002, ISBN 3-527-50038-3.